# Éhuns
Éhuns é uma comuna francesa na região administrativa de Borgonha-Franco-Condado, no departamento de Alto Sona. Estende-se por uma área de 5,53 km². Em 2010 a comuna tinha 233 habitantes (densidade: 42,1 hab./km²).